# Tales of a Grass Widow
Tales of a GrassWidow è il quinto album discografico in studio del duo musicale CocoRosie, pubblicato nel maggio 2013.

## Tracce
1. After the Afterlife – 3:03
2. Tears for Animals (feat. Antony Hegarty) – 5:18
3. Child Bride – 4:18
4. Broken Chariot – 2:14
5. End of Time – 3:20
6. Harmless Monster – 3:07
7. Gravediggress – 5:26
8. Far Away – 4:36
9. Roots of My Hair – 6:58
10. Villain – 4:19
11. Poison (feat. Antony Hegarty) – 3:50
12. Devil's Island (traccia nascosta Poison, durata totale 18:17) – 4:38